# 明王伝レイ
『明王伝レイ』（みょうおうでんレイ）は、菊池としをによる日本の漫画作品。講談社の1988年2月より『週刊少年マガジン』に第一部が、1989年9月より『少年マガジンスペシャル』に第二部が連載されていた。高校生の少年・日輪黎が神懸りにより明王へと変化し魔物や人間の欲望を破邪していく物語である。

## あらすじ
第一部
父・胎蔵とともに拝み屋を生業とする日輪黎は、あらゆる明王を神懸からせ、身体までもが明王へと変化する変化霊媒体質の少年であった。今日も魔物を破邪するため、金にならない退魔行へと励む黎。しかし黎には重大な出生の秘密があった。その出生の秘密を知ると同時に世の中は時代の裂け目へと突入していく。そして堕天使ルシフェルと不動明王の化身である黎との壮絶な死闘が繰り広げられる。
第二部
ルシフェルとの決着を着け天上界へと戻った黎は神霊としての力を全て取り戻す。そして過去の出来事を述懐する。能力によりさまざまな天国や地獄の世界を行き来したり、過去へのトラベルも。そして世の人々を善導していく務めを果たしていく。

## 登場人物
日輪 黎（ひなわ れい） / レイ
本作の主人公。あらゆる明王を神懸からせその姿と変わり、権能を使うことができる「変化霊媒体質」の少年。不動明王にだけは一度も神懸ることが出来なかったが、五大竜王との戦いの直前に判明したその原因は、自身が地上へ人間として生まれた不動明王であった、ということだった。喧嘩っ早い高校生らしい所もあるが、邪を許さないという絶大な信念を持っている。
考え方はかなり古風。変化している時も基本的にレイ本人の意識は保たれているが、場合によっては神懸っている明王の意志で行動することもある。
日輪 胎蔵（ひなわ たいぞう）
黎の父親。金のために退魔行を行っている。知識は豊富なのだが行者としては二流であり、レイからもエセ呼ばわりされている。お調子者ではあるが実際には黎の能力を暴走させないように自らがあえて道化物を演じていたようである。
八大童子の一人、矜羯羅童子の化身であった。レイよりも先に生まれ出ることで、己の後に来る不動を手助けすることが現世での役目であった。
日輪 法水（ひなわ のりみず）
日輪家の跡地へ向かったレイたちの前に現れた謎の青年。その正体はレイの双子の弟。大天使ミカエルの分体であったが、生まれる前に母・巫也子が蠱毒を受けたためルシフェルに憑依されてしまい、彼に操られるまま数々の悪事を働いていた。
最終的に正気に戻りはしたものの肉体を破壊されてしまい、不動化したレイと融合することでその力を与え、ルシフェルと戦った。
土門 魁（どもん かい） / カイ
白家の権宮司を務める青年。自信家で、行者としての実力は確かだが力押しに偏る傾向があり、祓いの手法もかなり荒っぽい。真名を「お嬢さん」と呼び警護している。
地毒龍との戦いの後、宝玉を奪われまいと飲み込んでしまったことがきっかけで、魂の本質が目覚め、八大童子の一人である制多迦童子の化身であることが発覚した。
日輪教に乗り込んだ際、巫也子に跳ね返された真名の攻撃の煽りで昏倒し、操られた上に阿修羅に乗っ取られる。しかし、真名によって宝玉が解放された際、弾けとんだ肉体が再構成されて復活。阿修羅を力ずくで引き剥がし、ミカエルの力を得たレイと共闘、ルシフェルを打倒した。
一年後の日本では誰よりも八大童子としての使命に忠実であり、最悪の敵ルシフェルを相手に最期まで立ちはだかり、霊体となった後も真っ先に集結した。
白河 真名（しらかわ まな）
白家の巫女。普段は神社の巫女を勤めているが、行者としても高い腕を持つ。気の威力は低く戦闘は苦手。難陀龍王の宝玉を奪った明を追ってレイたちの前に現れるが、出現した火毒龍を前に共闘。その後は学生生活に戻っていたが、難陀龍王の霊告を受けて宝玉を取り戻すべく出立。
地毒龍との戦いの後、カイと共に日輪教の本部に乗り込むが、巫也子に返り討ちにされた挙句悪魔セイリッシムの憑依によって操られることになる。
一時はその力でレイをも堕落させかけたが、乗り移っていた金剛夜叉明王により解放され、その気を以って巫也子（阿修羅）へと挑む。カイに乗り移った阿修羅により殺されるも、その魂は宝玉に導かれ、白家神法最奥義「神業魂降」により宝玉共々昇天した。
火毒竜王（かどくりゅうおう）
五大毒竜王の一体。囚われの身であったが、解き放たれ地上に厄災をもたらそうとする。五大明王によって討たれたが少年アキラの肉体を苗床として復活した。さらに難陀竜王の秘宝、宝玉を取り込み不死身の再生能力を得る。溶岩と再生能力により黎を苦しめるが、真名と黎の共闘で滅ぼされた。
地毒竜王（ちどくりゅうおう）
五大毒竜王の一体。黎の伯母一家を惨殺する。再生能力と重力をあやつり魁を苦戦させる。しかし黎は火毒竜王との戦いで戦い方を覚えており、地球という結晶体の力で容易に無力化された。その際に巫也子の命令を示唆したところを落雷により処刑される。
風毒竜王（ふうどくりゅうおう）
五大毒竜王の一体。女性を惨殺していたところを法水によりあっさりと殺される。
水毒竜王（すいどくりゅうおう）
五大毒竜王の一体。法水によって殺される。
空毒竜王（くうどくりゅうおう）
五大毒竜王の一体。法水によって殺される。風毒龍・水毒龍共々、日輪家の地下で発見された時は融合して三つ首の龍と化していた。
日輪 巫也子（ひなわ みやこ）
レイと法水の母親。
後に「日輪教」という新興宗教の教祖となってレイたちの前に現れ、悪魔を操りカイと真名を仲間に引き込む。
実は巫也子本人は身ごもった時に阿修羅によって死亡しており、日輪教の教祖として現れた巫也子は本物ではなく巫也子の遺体に憑依した阿修羅だった。
森園 乱（もりぞの らん）
レイたちが一年後の日本で出会った女性。悪しきものを退ける力を持つ目「青蓮眼」を持つ。八大童子の一人、清浄童子の化身。
鬼舞羅（キマイラ）
大地震で壊滅した東京一帯を支配していた極悪集団。乱を助けたレイたちと争い死亡するが、体に憑いていた苦面虫の力によってゾンビ化する。雑誌連載時は「性飢魔」であったが、聖飢魔IIサイドからの抗議が殺到し、『少年マガジン』は謝罪文を掲載し単行本記載では名前を改めた。
阿修羅（アスラ）
巫也子に憑依していた三面の神霊。五大毒竜王とは比較にならない強大な力を持つ。部下でありながらもルシフェルを超える野望を隠し持っていたが、逆にルシフェルに吸収される。
ルシフェル
かつての天使長であり堕天して魔王になった神霊。法水に憑依し人間界を支配しようと暗躍した。ミカエルの分体や不動明王程度の力では全く相手にならないなど、強大な力を持つ。悪想念をエネルギーとし地獄界や羅睺（ラーフ）を造り上げることもできる。
羅睺（ラーフ）
第一部において最大の敵とされていた存在。人間の悪想念を集合させたエネルギーであり実体はガスのような黒い雲状である。あらゆる魔物をその身から生み出し、また自身も大地や海を侵食することができる。その正体はルシフェルによって造られ祭られていたものであった。ルシフェルにエネルギーを与え黎を滅ぼそうとするが、最終的にはルシフェルと共に、黎と八大童子によって完全に消滅させられた。

## 書誌情報
- 菊池としを『明王伝レイ』 講談社〈KCデラックス〉、全15巻（電子書籍版の配信あり）
  1. 1988年11月18日[2]、ISBN 978-4-06-103785-4
  2. 1988年12月15日[3]、ISBN 978-4-06-103786-1
  3. 1989年 3月20日[4]、ISBN 978-4-06-103787-8
  4. 1989年 6月21日[5]、ISBN 978-4-06-103788-5
  5. 1989年 9月20日[6]、ISBN 978-4-06-103789-2
  6. 1989年12月18日[7]、ISBN 978-4-06-313120-8
  7. 1990年 4月20日[8]、ISBN 978-4-06-313142-0
  8. 1990年 7月20日[9]、ISBN 978-4-06-313143-7
  9. 1990年11月20日[10]、ISBN 978-4-06-313144-4
  10. 1991年 3月14日[11]、ISBN 978-4-06-313211-3
  11. 1991年 7月15日[12]、ISBN 978-4-06-313236-6
  12. 1991年11月14日[13]、ISBN 978-4-06-313258-8
  13. 1992年 6月15日[14]、ISBN 978-4-06-313280-9
  14. 1992年12月11日[15]、ISBN 978-4-06-319341-1
  15. 1993年 4月15日[16]、ISBN 978-4-06-319381-7

- 菊池としを『明王伝レイ（新装版）』 講談社〈KCフェニックス〉、既刊4巻（第一部のみ、途中で中断、絶版）
  1. 2000年 2月23日、ISBN 978-4-06-329035-6
  2. 2000年 2月23日、ISBN 978-4-06-329036-3
  3. 2000年 3月23日、ISBN 978-4-06-329037-0
  4. 2000年 3月23日、ISBN 978-4-06-329038-7